# Марке (Тексас)
Марке (енгл. Marquez) град је у америчкој савезној држави Тексас. По попису становништва из 2010. у њему је живело 263 становника.

## Демографија
Према попису становништва из 2010. у граду је живело 263 становника, што је 43 (19,5%) становника више него 2000. године.
| Група             | 2000.       | 2010.       |
| Белци             | 171 (77,7%) | 172 (65,4%) |
| Афроамериканци    | 19 (8,6%)   | 24 (9,1%)   |
| Азијати           | 0 (0,0%)    | 0 (0,0%)    |
| Хиспаноамериканци | 27 (12,3%)  | 65 (24,7%)  |
| Укупно            | 220         | 263         |